# Natação nos Jogos Olímpicos de Verão de 2016 - 10 km feminino

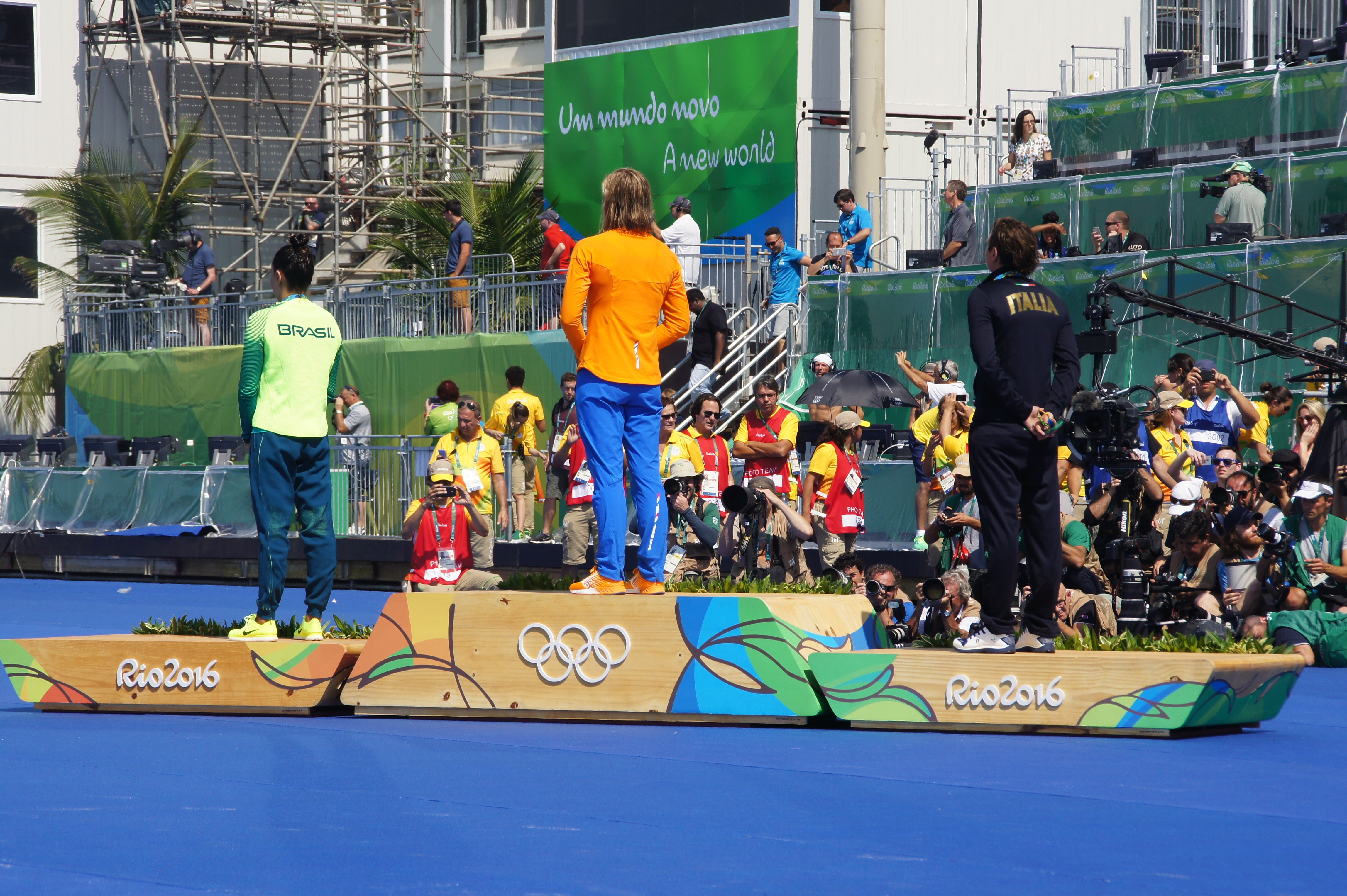
Medalhistas durante a cerimônia de premiação.

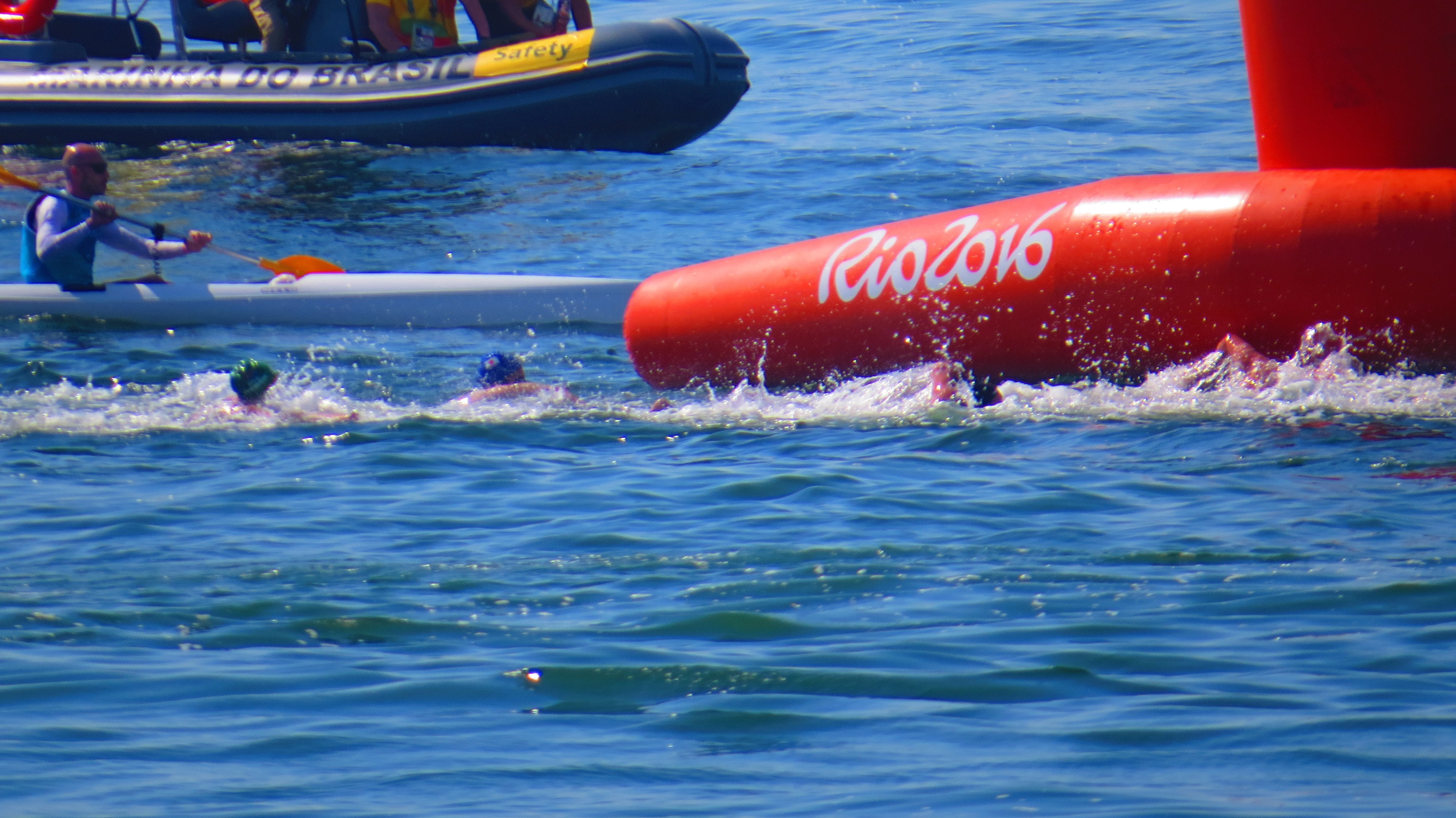
Disputa da prova em Copacabana.

A competição dos 10 quilômetros feminino de maratona aquática integrou o programa da natação nos Jogos Olímpicos de Verão de 2016 e foi disputada no dia 15 de agosto no Forte de Copacabana, em frente ao Ponto 6, na Praia de Copacabana.

## Medalhistas
| Ouro   | NED Sharon van Rouwendaal |
| Prata  | ITA Rachele Bruni         |
| Bronze | BRA Poliana Okimoto       |

## Calendário
Horário local (UTC-3)
| Dia          | Horário | Fase  |
| ------------ | ------- | ----- |
| 15 de agosto | 09:00   | Final |

## Resultados
| Pos.              | Nadadora                | CON                 | Tempo     | Tempo atrás | Notas |
| ----------------- | ----------------------- | ------------------- | --------- | ----------- | ----- |
| Medalha de ouro   | Sharon van Rouwendaal   | NED Países Baixos   | 1:56:32.1 |             |       |
| Medalha de prata  | Rachele Bruni           | ITA Itália          | 1:56:49.5 | +17.4       |       |
| Medalha de bronze | Poliana Okimoto         | BRA Brasil          | 1:56:51.4 | +19.3       |       |
| 4                 | Xin Xin                 | CHN China           | 1:57:14.4 | +42.3       |       |
| 5                 | Haley Anderson          | USA Estados Unidos  | 1:57:20.2 | +48.1       |       |
| 6                 | Isabelle Härle          | GER Alemanha        | 1:57:22.1 | +50.0       |       |
| 7                 | Keri-Anne Payne         | GBR Grã-Bretanha    | 1:57:23.9 | +51.8       |       |
| 8                 | Anastasiia Krapivina    | RUS Rússia          | 1:57:25.9 | +53.8       | Y     |
| 9                 | Samantha Arévalo        | ECU Equador         | 1:57:27.2 | +55.1       |       |
| 10                | Ana Marcela Cunha       | BRA Brasil          | 1:57:29.0 | +56.9       |       |
| 11                | Kelly Araouzou          | GRE Grécia          | 1:57:31.6 | +59.5       |       |
| 12                | Yumi Kida               | JPN Japão           | 1:57:35.2 | +1:03.1     | Y     |
| 13                | Éva Risztov             | HUN Hungria         | 1:57:42.8 | +1:10.7     | Y     |
| 14                | Anna Olasz              | HUN Hungria         | 1:57:45.5 | +1:13.4     |       |
| 15                | Chelsea Gubecka         | AUS Austrália       | 1:58:12.7 | +1:40.6     |       |
| 16                | Špela Perše             | SLO Eslovênia       | 1:58:59.6 | +2:27.5     | Y     |
| 17                | Erika Villaécija García | ESP Espanha         | 1:59:04.8 | +2:32.7     | Y     |
| 18                | Michelle Weber          | RSA África do Sul   | 1:59:05.0 | +2:32.9     |       |
| 19                | Jana Pechanová          | CZE República Checa | 1:59:07.7 | +2:35.6     |       |
| 20                | Paola Pérez             | VEN Venezuela       | 1:59:07.7 | +2:35.6     |       |
| 21                | Heidi Gan               | MAS Malásia         | 1:59:07.9 | +2:35.8     | Y     |
| 22                | Joanna Zachoszcz        | POL Polônia         | 1:59:20.4 | +2:48.3     | Y     |
| 23                | Stephanie Horner        | CAN Canadá          | 1:59:22.1 | +2:50.0     | Y     |
| 24                | Vânia Neves             | POR Portugal        | 2:01:39.3 | +5:07.2     | Y     |
| 25                | Reem Kaseem             | EGY Egito           | 2:05:19.1 | +8:47.0     |       |
| 26                | Aurélie Muller          | FRA França          |           |             | DSQ   |

Legenda
| Recorde mundial      | Recorde mundial (World record)               |                       | Recorde africano                      | Recorde africano (African) |                                           | Q | Classificado por posição (Qualified) |
| Recorde olímpico     | Recorde olímpico (Olympic record)            | Recorde da América    | Recorde da América (Americas)         | q                          | Classificado por melhor tempo (Qualified) |   |                                      |
| Melhor marca do ano  | Melhor marca do ano (World leading)          | Recorde asiático      | Recorde asiático (Asian)              | DNS                        | Não largou (Did not start)                |   |                                      |
| Recorde nacional     | Recorde nacional (National record)           | Recorde europeu       | Recorde europeu (European)            | DNF                        | Não terminou (Did not finish)             |   |                                      |
| Recorde pessoal      | Recorde pessoal do atleta (Personal best)    | Recorde da Oceania    | Recorde da Oceania (Oceania)          | DSQ / DQ                   | Desclassificado (Disqualified)            |   |                                      |
| Recorde da temporada | Recorde da temporada do atleta (Season best) | Recorde sul-americano | Recorde sul-americano (South America) | NM                         | Sem marca (No mark)                       |   |                                      |